# Aristaea amalopa
Aristaea amalopa är en fjärilsart som först beskrevs av Edward Meyrick 1907.  Aristaea amalopa ingår i släktet Aristaea och familjen styltmalar. Inga underarter finns listade i Catalogue of Life.